# Grande Prêmio da Grã-Bretanha de 1977
Resultados do Grande Prêmio da Grã-Bretanha de Fórmula 1 realizado em Silverstone em 16 de julho de 1977. Décima etapa do campeonato, foi vencido pelo britânico James Hunt, da McLaren-Ford, com Niki Lauda em segundo pela Ferrari e Gunnar Nilsson em terceiro pela Lotus-Ford.

## Resumo
O piloto Jean-Pierre Jabouille foi inscrito pela Renault para esta corrida e assim houve a estreia de uma equipe com motor turbocomprimido em Silverstone. Dentre os pilotos a McLaren inscreveu o canadense Gilles Villeneuve.

## Classificação da prova
| Pos.    | Nº | Piloto                | Construtor         | Voltas | Tempo/Diferença        | Grid | Pontos |
| ------- | -- | --------------------- | ------------------ | ------ | ---------------------- | ---- | ------ |
| 1       | 1  | James Hunt            | McLaren-Ford       | 68     | 1:31:46.06             | 1    | 9      |
| 2       | 11 | Niki Lauda            | Ferrari            | 68     | + 18.31                | 3    | 6      |
| 3       | 6  | Gunnar Nilsson        | Lotus-Ford         | 68     | + 19.57                | 5    | 4      |
| 4       | 2  | Jochen Mass           | McLaren-Ford       | 68     | + 47.76                | 11   | 3      |
| 5       | 8  | Hans-Joachim Stuck    | Brabham-Alfa Romeo | 68     | + 1:11.73              | 7    | 2      |
| 6       | 26 | Jacques Laffite       | Ligier-Matra       | 67     | + 1 volta              | 15   | 1      |
| 7       | 17 | Alan Jones            | Shadow-Ford        | 67     | + 1 volta              | 12   |        |
| 8       | 19 | Vittorio Brambilla    | Surtees-Ford       | 67     | + 1 volta              | 8    |        |
| 9       | 34 | Jean-Pierre Jarier    | Penske-Ford        | 67     | + 1 volta              | 20   |        |
| 10      | 27 | Patrick Nève          | March-Ford         | 66     | + 2 voltas             | 26   |        |
| 11      | 40 | Gilles Villeneuve     | McLaren-Ford       | 66     | + 2 voltas             | 9    |        |
| 12      | 18 | Vern Schuppan         | Surtees-Ford       | 66     | + 2 voltas             | 23   |        |
| 13      | 30 | Brett Lunger          | McLaren-Ford       | 64     | + 4 voltas             | 19   |        |
| 14      | 5  | Mario Andretti        | Lotus-Ford         | 62     | Motor                  | 6    |        |
| 15      | 12 | Carlos Reutemann      | Ferrari            | 62     | + 6 voltas             | 14   |        |
| Ret     | 7  | John Watson           | Brabham-Alfa Romeo | 60     | Sistema de combustível | 2    |        |
| Ret     | 20 | Jody Scheckter        | Wolf-Ford          | 59     | Motor                  | 4    |        |
| Ret     | 28 | Emerson Fittipaldi    | Fittipaldi-Ford    | 42     | Acelerador             | 22   |        |
| Ret     | 37 | Arturo Merzario       | March-Ford         | 28     | Transmissão            | 17   |        |
| Ret     | 16 | Riccardo Patrese      | Shadow-Ford        | 20     | Pressão do combustível | 25   |        |
| Ret     | 4  | Patrick Depailler     | Tyrrell-Ford       | 16     | Freios                 | 18   |        |
| Ret     | 15 | Jean-Pierre Jabouille | Renault            | 16     | Turbo                  | 21   |        |
| Ret     | 10 | Ian Scheckter         | March-Ford         | 6      | Acidente               | 24   |        |
| Ret     | 3  | Ronnie Peterson       | Tyrrell-Ford       | 3      | Motor                  | 10   |        |
| Ret     | 23 | Patrick Tambay        | Ensign-Ford        | 3      | Pane elétrica          | 16   |        |
| Ret     | 24 | Rupert Keegan         | Hesketh-Ford       | 0      | Acidente               | 13   |        |
| DNQ     | 9  | Alex Dias Ribeiro     | March-Ford         |        |                        |      |        |
| DNQ     | 22 | Clay Regazzoni        | Ensign-Ford        |        |                        |      |        |
| DNQ     | 38 | Brian Henton          | March-Ford         |        |                        |      |        |
| DNQ     | 36 | Emilio de Villota     | McLaren-Ford       |        |                        |      |        |
| DNPQ    | 31 | David Purley          | LEC-Ford           |        | Acidente               |      |        |
| DNPQ    | 33 | Andy Sutcliffe        | March-Ford         |        |                        |      |        |
| DNPQ    | 35 | Guy Edwards           | BRM                |        |                        |      |        |
| DNPQ    | 44 | Tony Trimmer          | Surtees-Ford       |        |                        |      |        |
| DNPQ    | 45 | Brian McGuire         | McGuire-Ford       |        |                        |      |        |
| DNPQ    | 32 | Mikko Kozarowitzky    | March-Ford         |        |                        |      |        |
| WD      | 25 | Harald Ertl           | Hesketh-Ford       |        |                        |      |        |
| WD      | 39 | Héctor Rebaque        | Hesketh-Ford       |        |                        |      |        |
| WD      | 43 | Derek Bell            | Penske-Ford        |        |                        |      |        |
| WD      | 46 | Bernard de Dryver     | March-Ford         |        |                        |      |        |
| Fontes: |    |                       |                    |        |                        |      |        |

## Tabela do campeonato após a corrida
| Pos.    | Piloto           | Pontos |
| ------- | ---------------- | ------ |
| 1       | Niki Lauda       | 39     |
| 2       | Mario Andretti   | 32     |
| 3       | Jody Scheckter   | 32     |
| 4       | Carlos Reutemann | 28     |
| 5       | James Hunt       | 22     |
| Fontes: |                  |        |

| Pos.    | Construtor         | Pontos  |
| ------- | ------------------ | ------- |
| 1       | Ferrari            | 56 (58) |
| 2       | Lotus-Ford         | 47      |
| 3       | McLaren-Ford       | 34      |
| 4       | Wolf-Ford          | 32      |
| 5       | Brabham-Alfa Romeo | 19      |
| Fontes: |                    |         |

- Nota: Somente as primeiras cinco posições estão listadas. As dezessete etapas de 1977 foram divididas em um bloco de nove e outro de oito corridas onde cada piloto descartava um resultado por bloco e no mundial de construtores computava-se apenas o melhor resultado de cada equipe por prova.